# Paul Philippi

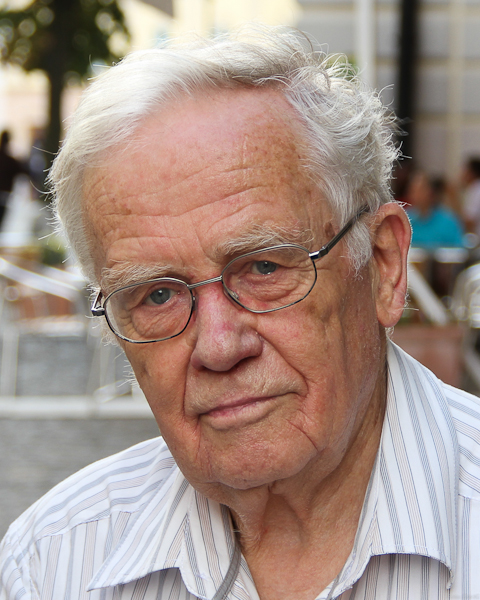
Paul Philippi (2012)

Paul Philippi (* 21. November 1923 in Kronstadt; † 27. Juli 2018 in Hermannstadt) war ein rumäniendeutscher Praktischer Theologe und Politiker. Er war seit 1998 Ehrenvorsitzender des Demokratischen Forums der Deutschen in Rumänien.

## Leben und Wirken
Philippi legte 1942 am Honterus-Gymnasium in Kronstadt seine Reifeprüfung ab. 1943 trat er in die Waffen-SS ein (SS-Nummer 495.969), zum 1. Oktober 1944 wurde er zum SS-Untersturmführer befördert. Nach Freilassung aus der Kriegsgefangenschaft studierte er von 1947 bis 1952 Theologie an der Universität Erlangen. Bis in die späten 1970er Jahre lebte Philippi hauptsächlich in der Bundesrepublik Deutschland, wo er seit 1954 am Diakoniewissenschaftlichen Institut Heidelberg tätig war. Mit einer Doktorarbeit bei Paul Althaus wurde er 1957 zum Dr. theol.  promoviert. 1963 habilitierte er sich an der Ruprecht-Karls-Universität Heidelberg für Praktische Theologie. Philippi arbeitete mit der Schwesternschule der Universität Heidelberg und deren Schulleitungen Olga von Lersner sowie Antje Grauhan zusammen. Gemeinsame Exkursionen auf den Spuren Johann Friedrich Oberlins führten nach Straßburg und Waldersbach. Von 1971 bis 1986 leitete Philippi, in Nachfolge von Herbert Krimm, als ordentlicher Professor der Universität Heidelberg das Diakoniewissenschaftliche Institut. Sein Nachfolger in dieser Position wurde Theodor Strohm. Von 1979 bis 1981 fungierte Philippi erst als Gastprofessor, von 1983 bis zur Emeritierung 1994 schließlich als ordentlicher Professor an der Lucian-Blaga-Universität in Hermannstadt. 1992–1998 war er Vorsitzender des Demokratischen Forums der Deutschen in Rumänien, das er Ende 1989 mitbegründet hatte. Er war ein entschiedener Gegner des Freikaufs von Rumäniendeutschen.

## Ehrungen
- Ehrendoktor des Vereinigten Protestantisch-Theologischen Instituts Klausenburg (1974)
- Ehrenvorsitzender des Demokratischen Forums der Deutschen in Rumänien (1998)
- Siebenbürgisch-Sächsischen Kulturpreises (2015)

## Veröffentlichungen
- Die Kirchengemeinde als Lebensform. Eine siebenbürgisch-sächsische Besinnung. Hilfskomitee der Siebenbürger Sachsen, München 1959.
- Siebenbürgisch-sächsischer Gustav-Adolf-Geist? Ein Vortrag. Hilfskomitee der Siebenbürger Sachsen, München 1962.
- Die Kirche in der Hamburgischen Sozialgeschichte bis zum Ende des Reformationsjahrhunderts. Typoskript, Heidelberg 1970.
- Diakonie zwischen Pfarrei und Gemeinde. Tonbandabschrift eines Vortrages Diakonisches Werk Pfälzische Landeskirche 14. April 1970 in Kirchheimbolanden, Speyer 1970.
- Ce însemna acum 700 de ani noțiunea se spital? In: Sibiul Medical. Jg. 3, Heft 2, 1992, S. 13–16.
- Ansprachen – Grußworte – Gedanken – Briefe – Stellungnahmen. In: Zugänge. Forum des Ev. Freundeskreises Siebenbürgen. 19/20. Sibiu (Hermannstadt) 1996.
- Kirche und Politik. Siebenbürgische Anamnesen und Diagnosen aus fünf Jahrzehnten. Hora, Hermannstadt 2006.
  - Band 1: Zwischen 1956 und 1991. ISBN 973-8226-54-6.
  - Band 2: Zwischen 1992 und 2005. ISBN 973-8226-55-4.
- Erinnertes Weißkirch. In: Deutsches Jahrbuch für Rumänien (mit Unterstützung des Demokratischen Forums der Deutschen in Rumänien DFDR). Honterus, Hermannstadt/Sibiu 2014, S. 158–163.
- Transylvania. Short history of the region. The Hungarian and German minorities. Schiller Publishing House, Hermannstadt/Bonn 2016, ISBN 978-3-944529-80-6.

## Herausgeber
- mit Theodor Strohm: Theologie der Diakonie. Lernprozesse im Spannungsfeld von lutherischer Überlieferung und gesellschaftlich-politischen Umbrüchen. Ein europäischer Forschungsaustausch (= Veröffentlichungen des Diakoniewissenschaftlichen Instituts an der Universität Heidelberg. Band 1). Heidelberger Verlagsanstalt, Heidelberg 1989, ISBN 3-920431-99-5.
- Theodor Strohm, Paul Philippi, Gerhard K. Schäfer (Hrsg.) (1989): „Theologie der Diakonie“ – Ein europäischer Forschungsaustausch in Abstimmung mit dem Lutherischen Weltbund (1986 - 1988). Zusammenfassender Bericht zur Vorlage auf der VIII. Vollversammlung des Lutherischen Weltbundes, 30.1. – 8.2.1990 in Curitiba/Brasilien, Heidelberg (DWI). (Engl. Fassung: „The Theology of Diaconia“ – A European Research Exchange in Coordination with the Lutheran World Federation).